# Pristimantis anemerus
Pristimantis anemerus Duellman & Pramuk, 1999 è una rana della famiglia Strabomantidae.